# Lucien Hoffman
Pour les articles homonymes, voir Hoffman.
Lucien Hoffman (né à Bruxelles en 1891, mort à Woluwe-Saint-Pierre en 1951) est un sculpteur belge, élève de Victor Rousseau.

## Biographie
Lucien Hoffman est élève à l'Académie royale des beaux-arts de Bruxelles de 1909 à 1914 et de 1918 à 1920.
Il est professeur dans cette académie de 1922 à 1951. Durant cette période, il participe régulièrement aux expositions triennales qui ont lieu à Gand, Anvers et Bruxelles.
Il entretient des contacts étroits avec le peintre Jacob Smits, dont il sculpte le portrait en 1925.

## Réalisations
L'œuvre de Lucien Hoffman privilégie les portraits, les bustes et les bas-reliefs.
Il est l'auteur de la bataille  de  Saint Georges, l'un des deux bas-reliefs bordant le monument dédié au général Dossin de Saint-Georges (1854-1936), situé près du porche de l'abbaye de la Cambre à Ixelles.
Ses sculptures (ainsi que celles d'autres artistes) ornent également la maison communale de Forest.

## Parenté
Il est le fils du peintre et professeur d'anatomie Guillaume-François Hoffman (parfois appelé Frans Hoffman, né en 1863) et le frère du peintre et dessinateur Charles Hoffman (1900-1973).